# Joe Lally
Joe Lally (Silver Spring, 3 dicembre 1963) è un bassista e cantautore statunitense.

## Biografia
È originario del Maryland, mentre sua madre è originaria di un piccolo paese della Calabria, ossia Petrizzi.
Nel 1987 ha fondato il gruppo dei Fugazi insieme a Ian MacKaye. Ha fatto parte di questo gruppo fino alla pausa a tempo indeterminato intrapresa nel 2003.
Dal 1994 al 2001 è stato attivo come produttore discografico con l'etichetta Tolotta Records, avente sede a Arlington (Virginia) e associata alla Dischord Records.
Milita dal 2004 nel supergruppo Ataxia insieme a John Frusciante e Josh Klinghoffer. Il gruppo ha esordito nel 2004 con Automatic Writing, mentre nel 2007 ha pubblicato AW II.
Nell'ottobre 2006 ha pubblicato il suo primo album solista There to Here. A questo disco hanno partecipato tra gli altri Ian MacKaye, Guy Picciotto, Amy Farina e Jerry Busher.
Nel novembre 2007 ha pubblicato il suo secondo album da solista: si tratta di Nothing Is Underrated, mentre nel 2011 ha pubblicato Why Should I Get Used to It. Quest'ultimo disco è stato registrato a Roma, città in cui ha vissuto per molti anni.

## Strumentazione
Bassi
- Music Man StingRay
- Fender Jazz Bass
- Höfner 500/1
- Fender 51 Precision

## Discografia solista
- There to Here (2006)
- Nothing Is Underrated (2007)
- Why Should I Get Used to It (2011)